# Polydesmus griseoalbus
Polydesmus griseoalbus är en mångfotingart som beskrevs av Karl Wilhelm Verhoeff 1898. Polydesmus griseoalbus ingår i släktet Polydesmus och familjen plattdubbelfotingar.

## Underarter
Arten delas in i följande underarter:
- P. g. dumitrescui
- P. g. griseoalbus
- P. g. kesselyaki
- P. g. motasi